# Église Saint-Méliau de Pluméliau
 (août 2024).
La mise en forme du texte ne suit pas les recommandations de Wikipédia : il faut le « wikifier ».
Les points d'amélioration suivants sont les cas les plus fréquents. Le détail des points à revoir est peut-être précisé sur la page de discussion.
- Les titres sont pré-formatés par le logiciel. Ils ne sont ni en capitales, ni en gras.
- Le texte ne doit pas être écrit en capitales (les noms de famille non plus), ni en gras, ni en italique, ni en « petit »…
- Le gras n'est utilisé que pour surligner le titre de l'article dans l'introduction, une seule fois.
- L'italique est rarement utilisé : mots en langue étrangère, titres d'œuvres, noms de bateaux, etc.
- Les citations ne sont pas en italique mais en corps de texte normal. Elles sont entourées par des guillemets français : « et ».
- Les listes à puces sont à éviter, des paragraphes rédigés étant largement préférés. Les tableaux sont à réserver à la présentation de données structurées (résultats, etc.).
- Les appels de note de bas de page (petits chiffres en exposant, introduits par l'outil «  Source ») sont à placer entre la fin de phrase et le point final[comme ça].
- Les liens internes (vers d'autres articles de Wikipédia) sont à choisir avec parcimonie. Créez des liens vers des articles approfondissant le sujet. Les termes génériques sans rapport avec le sujet sont à éviter, ainsi que les répétitions de liens vers un même terme.
- Les liens externes sont à placer uniquement dans une section « Liens externes », à la fin de l'article. Ces liens sont à choisir avec parcimonie suivant les règles définies. Si un lien sert de source à l'article, son insertion dans le texte est à faire par les notes de bas de page.
- La présentation des références doit suivre les conventions bibliographiques. Il est recommandé d'utiliser les modèles {{Ouvrage}}, {{Chapitre}}, {{Article}}, {{Lien web}} et/ou {{Bibliographie}}. Le mode d'édition visuel peut mettre en forme automatiquement les références.
- Insérer une infobox (cadre d'informations à droite) n'est pas obligatoire pour parachever la mise en page.

Pour une aide détaillée, merci de consulter Aide:Wikification.
Si vous pensez que ces points ont été résolus, vous pouvez retirer ce bandeau et améliorer la mise en forme d'un autre article.
L'église Saint-Méliau est une église française située à Pluméliau-Bieuzy dans le Morbihan en Bretagne.

## Localisation
L'église est située dans le bourg de Pluméliau.

## Histoire

### Aux origines
Il existait vraisemblablement une église dans le bourg de Pluméliau dès le IXe ou le Xe siècle, mais on n'a aucune information à son propos.
En 1631, une église était signalée dans le bourg de la commune. C'est dans cet édifice que fut construit un retable en 1658 grâce au recteur Toussaint Cormier, retable toujours présent de nos jours.

### L'église duXVIIesiècle
Devenue vétuste, l'église fut reconstruite entièrement entre 1694 et 1696, comme en témoigne l'inscription portée sur la tour : 
CETTE EGLISE. ET TOUR ONT. ESTE CONSTRUITES PAR. LES. SOINS. DE. Mire. MATHURIN. DE. FARCY RECTEUR. LAN. 1696 ET LA DONE 3000 #
(Cette église et tour ont été construites par les soins de Messire Mathurin de Farcy recteur l'an 1696 et a donné 3 000 livres)
D'une forme en croix latine, l'édifice comportait une nef sans piliers ni bas-côté, sa taille étant largement inférieure à l'édifice actuel.
Niveau décor et mobilier, l'église comprenait : 
- Une voûte couverte d'un lambris orné de peintures représentant "les Saints les plus évoqués dans le pays" ;
- Le retable central dédié à Saint-Méliau ;
- Un retable dédié à Saint Jean-Baptiste dans la chapelle latérale du côté droit ;
- D'autres autels au niveau des transepts dédiés à la Sainte-Vierge, au Sacré-Coeur et à Saint-Mathurin ;
- Deux tribunes superposées au fond de la nef.

Le clocher bénéficie d'une première restauration vers 1850, avant d'être couronné d'une flèche en 1861 par Léon Henry, entrepreneur local.

### La reconstruction
L'église est signalée en mauvais état au début du XXe siècle. Sa reconstruction est alors envisagée, sur la base de premiers plans réalisés en 1941 par l'architecte pontivyen Tassin. L'église est démolie l'année suivante, sauf le chœur, la tour et la sacristie. La reconstruction est engagée en 1946, comprenant le chœur fragilisé, et terminée en 1946, par les entrepreneurs Louis André et Pierre Vessier.

## Mobilier

### Statuaire
L'église de Pluméliau comporte un statuaire plutôt conséquent, avec un total de 19 statues. 

#### Statues dans la Nef
- Sainte-Claire, en bois (seconde moitié du XIXème siècle)[4]
- Saint-François, en bois (seconde moitié du XIXème siècle)[4],[5]
- Saint-Joachim, en bois (XIXème siècle)[6]
- Jeanne d'Arc, en plâtre
- Saint-Antoine de Padoue, en plâtre
- Sainte-Anne et la vierge Marie (éducation de Marie), en plâtre

#### Statues des transepts
- Notre-Dame de Lourdes, située au niveau de l'autel du bras Sud
- Sacré-cœur de Jésus, situé au niveau de l'autel du bras Nord
- Joseph et l'enfant Jésus, en plâtre
- Saint-Isidore, en plâtre
- Un Christ en Croix

#### Statues du chœur
- Un Ecce homo, en bois (XVIème siècle)[7], restauré récemment en 2023[8]
- Saint-Adrien, en bois (XVème siècle). La statue provient de la chapelle Sainte-Anne de Pluméliau démontée puis reconstruite à Berné auprès du château de Pontcalleck dans les années 1960)[9]
- Saint-Méliau, représenté à deux reprises, avec une statue en calcaire située en haut du retable central (XVIIème siècle)[10], et une autre en bois située devant le choeur (XIXème siècle)[11]
- Saint-Pierre, en bois, sur la niche gauche du retable central (XVIIème - XVIIIème siècles)[12]
- Saint-Paul, en bois, sur la niche droite du retable central (XVIIème - XVIIIème siècles)[12]
- Saint-Joseph et l'enfant Jésus, groupe sculpté en calcaire situé en haut à gauche du retable central (XVIIème siècle)[13]
- Sainte-Marguerite, en calcaire, située en haut à droite du retable central (XVIIème siècle)[14]

## Autour de l'église

### Le monument aux morts
Sur le parvis de l'église, un monument aux morts rend hommage aux soldats morts aux guerres 1914-1918 et 1939-1945. Réalisé en 1924 par le sculpteur Morbihannais Gouzien (qui a réalisé aussi celui de Baud), il mesure 5,7 m de haut avec une base carrée de 2,1 m de côté,. 

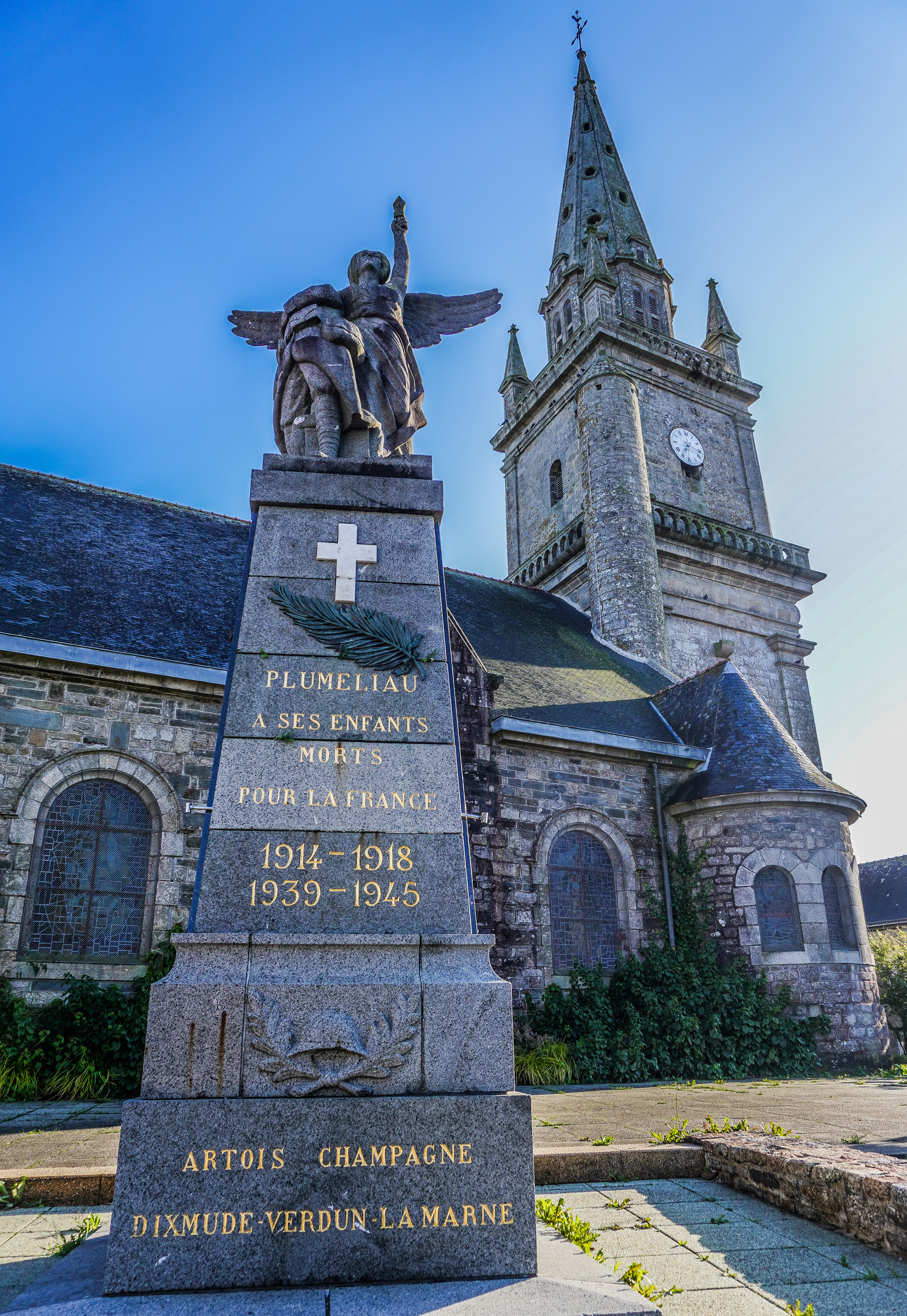
Monument aux morts

Il est réalisé en granite, avec des plaques de marbre commémoratives où est inscrit en lettres dorées, : 
PLUMELIAU
A SES ENFANTS MORTS POUR LA FRANCE
1914-1918
1939-1945
ARTOIS CHAMPAGNE DIXMUDE-VERDUN-LA MARNE
(Façade nord) 
Ce monument a été érigé le 8 mars 1924
Mr GILLET étant maire & Mr SAUVAGE recteur
Avec le concours de Mr BELLEC ancien maire & Mr LE MAGUET adjoint
Restauré en 2019 Mr Quéro étant maire
(Façade sud)
Au sommet du monument, est représentée un personnage ailé brandissant un glaive et soutenant un poilu agonisant, symbole de la victoire.
Il a été restauré en 2019.